# エドマンド (リア王)
エドマンド (Edmund ないし Edmond) は、ウィリアム・シェイクスピアの戯曲『リア王』に登場する敵役である。グロスター伯の庶子（私生児）であり、嫡出子エドガーの弟。劇の序盤、エドマンドは兄と父を追い落とし、グロスター伯の地位を襲うことを決心する。彼はその後、ゴネリルとリーガンの姉妹に言い寄られ、彼女たちを張り合わせようとする。

## 原型
シェイクスピアは、フィリップ・シドニーの『アーケイディア』にある、盲目のパフラゴニア王とその2人の息子リアネイタスとプレクサータスの物語を換骨奪胎し、グロスター伯・エドガー・エドマンドのサブプロット（脇筋）とした。『リア王』の材源については議論があるが、グロスターらの材源が『アーケイディア』であることについては一致を見ているとされる。"Edmund"という名前自体は、「富の守り手」を意味する。
エドマンドとエドガーは、マクベスを討ったスコットランド王マルカム3世の2人の息子の名前でもある。歴史上のエドマンドは、彼の近親を裏切って叔父のドナルド3世に味方した。マルカム3世が目を潰されて戦死した後、エドマンドは叔父を王座に就けるために、正統な継承者である異母兄ダンカン2世を殺した。エドマンドの弟エドガーは、スコットランドに舞い戻って彼らを破り、王となった。エドマンドはイングランドの修道院に送られ、死ぬまでそこで幽閉された。こういった明らかな類似からすれば、シェイクスピアが登場人物をエドマンドやエドガーと名付けたのは、マクベス死後のスコットランド王位を巡る物語を踏まえた上でのことかもしれない。

## 分析
グロスター伯の次男だが、庶子であるエドマンドは、機会主義的で近視眼的な人物であり、自らの野心に従ってゴネリルやリーガンと結託する。彼の置かれた不公平な立場によって彼のその後の行動が正当化されないとしても、1幕1場において、エドマンドが「不義の子」として生まれたいきさつをグロスター伯がケント伯に卑猥な冗談交じりで語る時、それを傍らでじっと聞かされる彼に対しては、その本性を知らない観客は同情を禁じ得ない。シャイロックが「ユダヤ人には目がないというのか？」（『ヴェニスの商人』3幕1場）と言うように、エドマンドは「なぜ妾腹なんだ、どこが不義だ？」（1幕2場）と、彼にまとわりつく固定観念を非難し、国や社会が作り上げた実用的で柔軟な（彼が見るところでは欺瞞的で硬直した）法をも拒絶する。彼は初めのうち良心に欠けた悪党に見え、必要とするものを満たすためには手段を選ばない。時には利得に突き動かされ、ゴネリルやリーガンと同様に複雑な動機で行動する。エドマンドは父の下から抜け出すために、父への孝行という自分の「本心」よりも国への忠誠を優先しなければならないことを嘆いてみせて、父を裏切る大義名分を得ると、怒り狂ったコーンウォール公に父の身を簡単に委ねてしまう。後に、リア王やコーディーリアを殺す際にも、エドマンドは少しのためらいも見せることはない。しかし結局エドマンドは後悔して、リア王とコーディーリアの処刑命令を取り消そうとする（遅すぎたために、コーディーリアは命令に従って殺されてしまったが）。彼は、この小さな行動によってグロスター家の一員であるにふさわしいことを証明したと言える。
長子相続のため、エドマンドが父から受け継ぐ物は何もない。それはエドマンドにとって、劇の冒頭でのグロスターからの仕打ちも合わさり、兄エドガーを裏切って、ゴネリルやリーガンとの関係を通じて浮上する道を選ぶ動機となった。リアやコーディーリアやケントに古い型の王権・秩序・はっきりとした階級制度を代表させるとするならば、エドマンドはマキャベリズムを行動規範とする新しい秩序の一番の代表者である。兄を追い落として父の地位を手に入れると一度決心すれば、兄との戦いをよりもっともらしくでっち上げるため、自らの腕を傷付けることを厭いはしない。
劇の終わり頃、俄然社会の伝統的な価値観を信奉し、犯した罪を悔い始めるのだが、如何せんそれはリアとコーディーリアの処刑命令を撤回するには遅すぎた。
エドマンドは自然"Nature"を女神と崇め、長子相続と嫡出相続の法を無に帰そうとする。
しばしば『オセロー』のイアーゴーと比較されるが、後に懺悔する分だけ、エドマンドの方がより「良い」人物に見受けられる。
父と兄を裏切った後、エドマンドはリーガンの夫コーンウォール公の義子として遇せられる。コーンウォールもまた、機会主義的な性向を持った人物である。
エドマンドとゴネリル・リーガン姉妹との密通は、二つのサブプロット同士のうまい橋渡しになるが、その割に詳細はあまり語られない。エドマンドの原型であるプレクサータスには、彼女たちのような存在はいない。彼女たちが彼を愛するほどには、エドマンドの方では姉妹を愛していないように思われるし、かつて父と兄に対して演じたようには、彼女たちが反目しあうように仕向けることができていない。彼は他の状況では非常に能弁だが、ゴネリルやリーガンと話す時には口数が少なくなる。これは一つには、彼が姉妹の両方と密通していることを隠そうとしているためである。エドマンドは、姉妹にとって愛というよりは肉欲の対象だが、彼自身それを理解していない。
エドマンドと姉妹が死後結ばれた（冥婚）ことは、ミンネ（宮廷の愛）を想起させる。そこでは、周囲によって引き裂かれた愛は死後成就するのである。